# Valentin Anton Noodt
Valentin Anton Noodt (* 13. Mai 1787 in Hamburg; † 13. September 1861 ebenda) war ein deutscher Offizier in den Befreiungskriegen und evangelisch-lutherischer Geistlicher.

## Leben
Valentin Anton Noodt war ein Sohn des Professors an der Gelehrtenschule des Johanneums Lorenz Andreas Noodt (1743–1809). Er besuchte das Johanneum, wo Karl August Varnhagen von Ense, Karl Sieveking und August Neander seine Mitschüler waren. Nach einer kurzen Zeit auf dem Akademischen Gymnasium studierte er Evangelische Theologie an der Universität Göttingen; vermutlich in Folge der Gendarmen-Affäre wechselte er 1809 an die neu gegründete Universität Berlin. Am 4. Mai 1810 bestand er das Kandidatenexamen in Hamburg.
1813 wurde er zunächst Lützower Jäger. Bei der Bildung der Hanseatischen Legion trat er als Leutnant in den Stab von General Friedrich Karl von Tettenborn ein und wurde so, wie Karl August Varnhagen von Ense schrieb, aus einem Kandidaten der evangelischen Kirche zum thätigen Kriegsmann umgewandelt. 1814 wurde er Premierleutnant, und 1815 war er Capitain des Lübecker Bataillons.
Nach Ende des Krieges 1815 ging er als Collaborator (Lehrer) an das Friedrichs-Werdersche Gymnasium in Berlin. Am 18. August 1816 wurde er an der Universität Halle zum Dr. phil. promoviert.
1822 erfolgte seine Ordination in Berlin und die Berufung zum 4. Prediger an der Nikolaikirche (Berlin); am Ostermontag, dem 8. April 1822 wurde er durch Propst Konrad Gottlieb Ribbeck in sein Amt eingeführt.
Am 24. Februar 1828 wurde er zum Diaconus (2. Pastor) an der Hamburger Hauptkirche St. Petri gewählt. Hier blieb er bis an sein Lebensende und musste am 7. Mai 1842 die Zerstörung der Kirche, seiner Amtswohnung im Diakonatshaus an der Ecke Petrikirchhof und Schmiedestraße und großer Teile der Innenstadt beim Hamburger Brand erleben. Gemeinsam mit den anderen Predigern gehörte er zu den Gründungsmitgliedern des Vereins zum Wiederaufbau der Kirche; der Neubau konnte 1849 eingeweiht werden. Daneben war er langjähriges Mitglied der Hamburgischen Missionsgesellschaft und verfasste deren Berichte in den Jahren 1830 bis 1832 sowie der Hamburg-Altonaischen Bibelgesellschaft.
Im Revolutionsjahr 1848 war er Mitglied der Hamburgischen verfassunggebenden Versammlung, der Hamburger Konstituante. Seine politische Einstellung wurde als freisinnig beschrieben.

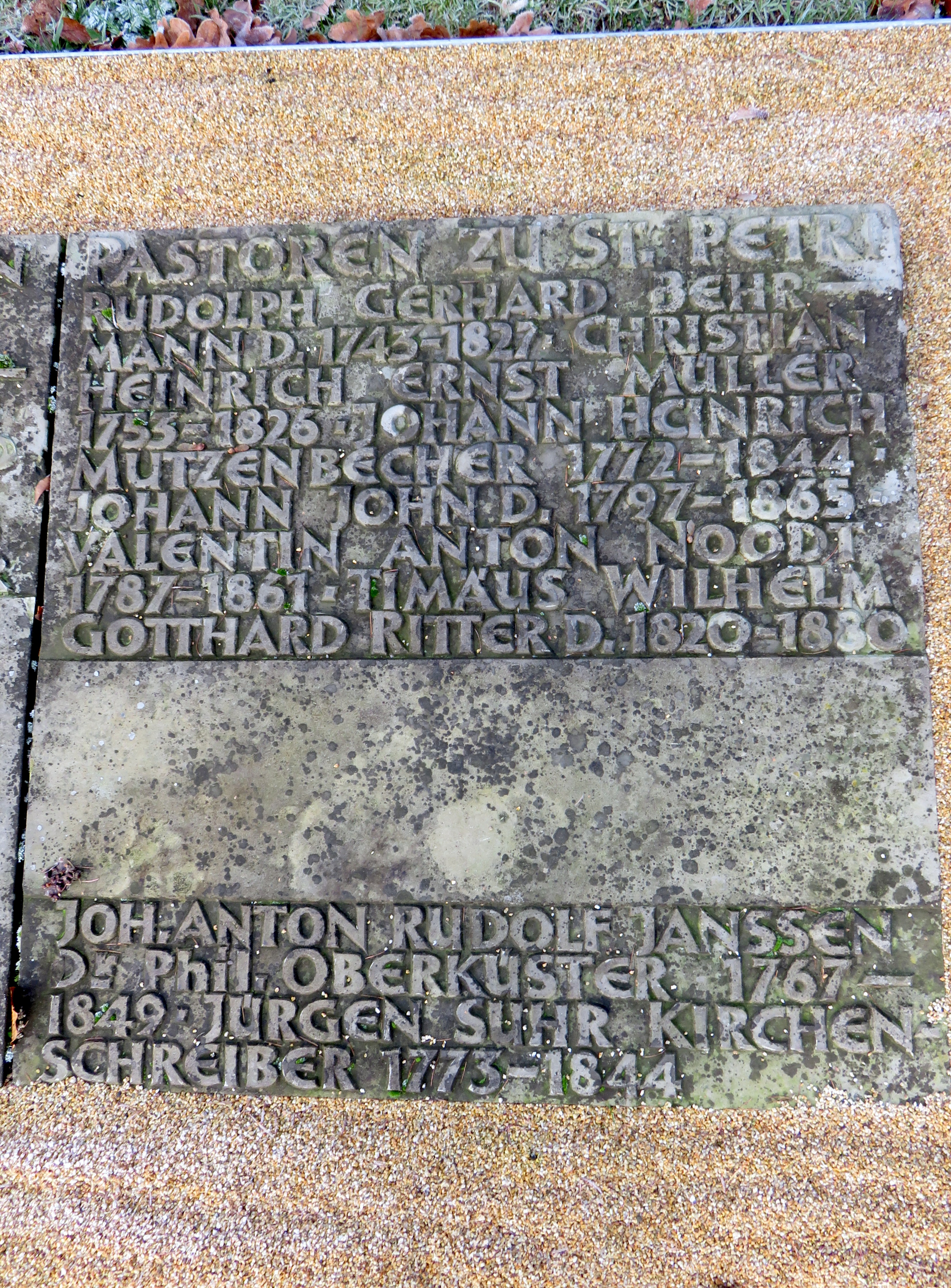
„Valentin Anton Noodt“, Doppelsammelgrabplatte Hauptpastoren zu St. Petri / Pastoren zu St. Petri, Friedhof Ohlsdorf

Noodt war Freimaurer, 1838 bis 1844 Meister vom Stuhl der Hamburger Loge Absalom und ab 1847 2. Großaufseher im Großbeamtenrat der Hamburger Großloge.
Nach seinem Tod kursierte eine Charakteristik, die von mehreren Zeitungen nachgedruckt wurde:

„Als Noodt studierte, war er ein wilder Bursche und hatte mehrere Duelle zu bestehen. Man sagte deswegen von ihm: Noodt bricht Eisen! Nach bestandenem Examen war er eben auch kein Philister und kannte vielleicht beim Genuß der Freuden des Lebens keine ängstlichen Rücksichten. Die böse Welt flüsterte deshalb hinter seinem Rücken: Noodt kennt kein Gebot! Dann aber wurde er bald ein tüchtiger Pastor, und jetzt sagte man zu seinem Lobe: Noodt lehrt beten.“

Er war verheiratet mit Henriette Emilie, geb. Amen († 1864), einer Tochter des Fabrikanten und Ratsherrn in Neustadt-Eberswalde Carl Gottlieb Amen. Sein Sohn Valentin Eduard Noodt (* 19. Juni 1825 in Berlin; 3. Juli 1892 in Hamburg) wurde Lehrer und war seit von 1872 bis zu seinem Eintritt in den Ruhestand 1889 Direktor der neu errichteten Unterrichtsanstalten des St. Johannis-Klosters, dem heutigen Gymnasium Klosterschule am Berliner Tor.
Die Hauptkirche St. Petri besitzt ein 1828 von Johann Hieronymus Barckhan gemaltes Porträt Noodts.
An Valentin Anton Noodt wird auf der Doppelsammelgrabplatte Hauptpastoren zu St. Petri / Pastoren zu St. Petri des Althamburgischen Gedächtnisfriedhofs, Friedhof Ohlsdorf, erinnert.

## Schriften
- De nominum casibus earumque ad praenpositiones ratione. Diss. Halle 1816
- Abschiedspredigt von der Gemeinde der St. Nicolai-Kirche am Sonntag Rogate. Berlin 1828
- Wahlpredigt über das Evangelium des Sonntags Septuagesimae 3. Febr. 1828. Hamburg 1828
- Antrittspredigt am 10. Juni 1828. Hamburg 1828
- Bericht des Evangelischen Missionsvereins in Hamburg 7 (1830); 8 (1831); 9 (1831)
- 20. Jahresbericht der Hamburg-Altonaischen Bibelgesellschaft. Hamburg 1835